# 352 Gisela
352 Gisela là một tiểu hành tinh ở vành đai chính. Nó thuộc nhóm tiểu hành tinh Flora, có cường độ phản chiếu ánh sáng cao bất thường.
Tiểu hành tinh này do Max Wolf phát hiện ngày 12.01.1893 ở Heidelberg, và được đặt theo tên Gisela Wolf, vợ của ông.